# Калоев, Артур Ахсарбекович
Арту́р Ахсарбе́кович Кало́ев (осет. Калоты Ахсарбекы фырт Артур; род. в 1967 году) — заслуженный тренер России по вольной борьбе (2000).

## Биография
Родился в 1967 году. Воспитал много известных борцов, среди которых чемпион мира и Европы — Ирбек Фарниев.
На данный момент работает тренером по вольной борьбе в детско-юношеской спортивной школе Ардонского района Северной Осетии.

## См.  также
- Фарниев, Ирбек Валентинович